# Lista de senadores dos Estados Unidos pela Califórnia
Esta é uma lista de senadores dos Estados Unidos pelo estado da Califórnia desde a sua admissão à União em 9 de setembro de 1850. A data de início do mandato de cada senador equivale ao primeiro dia do mandato legislativo (no caso de senadores eleitos regularmente antes do início do mandato) ou ao dia em que assumiu o cargo (no caso de senadores eleitos em eleições extraordinárias para preenchimento de vacância ou após o início do mandato). Os atuais senadores pelo estado da Califórnia são Alex Padilla e Laphonza Butler, ambos do Partido Democrata.

## Lista de senadores pela Califórnia

### Classe 1
Os Senadores dos Estados Unidos de Classe 1 são aqueles pertencentes ao ciclo eleitoral disputado mais recentemente em 2000, 2006, 2012 e 2018. O Senador incumbente deste ciclo eleitoral será submetido a novas eleições em 2024.
| Classe 1 | Classe 1                     | Classe 1              | Classe 1               | Classe 1                | Classe 1 | Classe 1       | Classe 1 |
| Senador  | Senador                      | Senador               | Mandato                | Mandato                 | Partido  | Partido        |          |
| Senador  | Senador                      | Senador               | Início de mandato      | Fim de mandato          | Partido  | Partido        |          |
| -------- | ---------------------------- | --------------------- | ---------------------- | ----------------------- | -------- | -------------- | -------- |
| 1        | Senador John C. Frémont      | John C. Frémont       | 9 de setembro de 1850  | 3 de março de 1851      |          | Democrata      |          |
| 2        | Senador John B. Weller       | John B. Weller        | 30 de janeiro de 1852  | 3 de março de 1857      |          | Democrata      |          |
| 3        | Senador Broderick            | David C. Broderick    | 4 de março de 1857     | 16 de setembro de 1859  |          | Democrata      |          |
| 4        | Senador Henry P. Haun        | Henry P. Haun         | 3 de novembro de 1859  | 4 de março de 1860      |          | Democrata      |          |
| 5        | Senador Milton Latham        | Milton Latham         | 5 de março de 1860     | 3 de março de 1963      |          | Democrata      |          |
| 6        | Senador John Conness         | John Conness          | 4 de março de 1863     | 3 de março de 1869      |          | Republicano    |          |
| 7        | Senador Eugene Casserly      | Eugene Casserly       | 4 de março de 1869     | 29 de novembro de 1873  |          | Democrata      |          |
| 8        | Senador John S. Hager        | John S. Hager         | 23 de dezembro de 1873 | 3 de março de 1875      |          | Democrata      |          |
| 9        | Senador Newton Booth         | Newton Booth          | 4 de março de 1875     | 3 de março de 1881      |          | Anti-Monopólio |          |
| 10       | Senador John Franklin Miller | John Franklin Miller  | 4 de março de 1881     | 8 de março de 1886      |          | Republicano    |          |
| 11       | Senador George Hearst        | George Hearst         | 23 de março de 1886    | 3 de agosto de 1886     |          | Democrata      |          |
| 12       | Senador Abram Williams       | Abram Williams        | 4 de agosto de 1886    | 3 de março de 1887      |          | Republicano    |          |
| 13       | Senador George Hearst        | George Hearst         | 4 de março de 1887     | 28 de fevereiro de 1891 |          | Democrata      |          |
| 14       | Senador Charles N. Felton    | Charles Norton Felton | 19 de março de 1891    | 3 de março de 1893      |          | Republicano    |          |
| 15       | Senador Stephen M. White     | Stephen M. White      | 4 de março de 1893     | 3 de março de 1899      |          | Democrata      |          |
| 16       | Senador Thomas R. Bard       | Thomas R. Bard        | 7 de fevereiro de 1900 | 3 de março de 1905      |          | Republicano    |          |
| 17       | Senador Frank P. Flint       | Frank P. Flint        | 4 de março de 1905     | 3 de março de 1911      |          | Republicano    |          |
| 18       | Senador John D. Works        | John D. Works         | 4 de março de 1911     | 3 de março de 1917      |          | Republicano    |          |
| 19       | Senador Hiram Johnson        | Hiram Johnson         | 4 de março de 1917     | 6 de agosto de 1945     |          | Republicano    |          |
| 20       | Senador William Knowland     | William Knowland      | 26 de agosto de 1945   | 3 de janeiro de 1959    |          | Republicano    |          |
| 21       | Senador Clair Engle          | Clair Engle           | 3 de janeiro de 1959   | 30 de julho de 1964     |          | Democrata      |          |
| 22       | Senador Pierre Salinger      | Pierre Salinger       | 4 de agosto de 1964    | 31 de dezembro de 1964  |          | Democrata      |          |
| 23       | Senador George Murphy        | George Murphy         | 1 de janeiro de 1965   | 1 de janeiro de 1971    |          | Republicano    |          |
| 24       | Senador John V. Tunney       | John V. Tunney        | 2 de janeiro de 1971   | 1 de janeiro de 1972    |          | Democrata      |          |
| 25       | Senador S. I. Hayakawa       | S. I. Hayakawa        | 2 de janeiro de 1977   | 3 de janeiro de 1983    |          | Republicano    |          |
| 26       | Senador Pete Wilson          | Pete Wilson           | 3 de janeiro de 1983   | 7 de janeiro de 1991    |          | Republicano    |          |
| 27       | Senador John Seymour         | John Seymour          | 7 de janeiro de 1991   | 3 de novembro de 1992   |          | Republicano    |          |
| 28       | Senadora Dianne Feinstein    | Dianne Feinstein      | 4 de novembro de 1992  | 29 de setembro de 2023  |          | Democrata      |          |
| 29       | Senadora Laphonza Butler     | Laphonza Butler       | 1 de outubro de 2023   | 8 de dezembro de 2024   |          | Democrata      |          |
| 30       | Senador Schiff               | Adam Schiff           | 8 de dezembro de 2024  | Incumbente              |          | Democrata      |          |

### Classe 3
Os Senadores dos Estados Unidos de Classe 3 são aqueles pertencentes ao ciclo eleitoral disputado mais recentemente em 2004, 2010, 2016 e 2022. O Senador incumbente deste ciclo eleitoral será submetido a novas eleições em 2028.
| Classe 1 | Classe 1                     | Classe 1             | Classe 1              | Classe 1               | Classe 1 | Classe 1    | Classe 1 |
| Senador  | Senador                      | Senador              | Mandato               | Mandato                | Partido  | Partido     |          |
| Senador  | Senador                      | Senador              | Início de mandato     | Fim de mandato         | Partido  | Partido     |          |
| -------- | ---------------------------- | -------------------- | --------------------- | ---------------------- | -------- | ----------- | -------- |
| 1        | Senador William M. Gwin      | William M. Gwin      | 9 de setembro de 1850 | 3 de março de 1855     |          | Democrata   |          |
| 1        | Senador William M. Gwin      | William M. Gwin      | 14 de janeiro de 1857 | 3 de março de 1861     |          | Democrata   |          |
| 2        | Senador James A. McDougall   | James A. McDougall   | 4 de março de 1861    | 3 de março de 1867     |          | Democrata   |          |
| 3        | Senador Cornelius Cole       | Cornelius Cole       | 4 de março de 1867    | 3 de março de 1873     |          | Republicano |          |
| 4        | Senador Aaron A. Sargent     | Aaron A. Sargent     | 4 de março de 1873    | 3 de março de 1879     |          | Republicano |          |
| 5        | Senador James T. Farley      | James T. Farley      | 4 de março de 1879    | 3 de março de 1885     |          | Democrata   |          |
| 6        | Senador Leland Stanford      | Leland Stanford      | 4 de março de 1885    | 21 de junho de 1893    |          | Republicano |          |
| 7        | Senador George C. Perkins    | George C. Perkins    | 26 de julho de 1893   | 3 de março de 1915     |          | Republicano |          |
| 8        | Senador James D. Phelan      | James D. Phelan      | 4 de março de 1915    | 3 de março de 1921     |          | Democrata   |          |
| 9        | Senador Samuel M. Shortridge | Samuel M. Shortridge | 4 de março de 1921    | 3 de março de 1933     |          | Republicano |          |
| 10       | Senador William Gibbs McAdoo | William Gibbs McAdoo | 4 de março de 1933    | 8 de novembro de 1938  |          | Democrata   |          |
| 11       | Senador Thomas M. Storke     | Thomas M. Storke     | 9 de novembro de 1938 | 3 de janeiro de 1939   |          | Democrata   |          |
| 12       | Senador Sheridan Downey      | Sheridan Downey      | 3 de janeiro de 1939  | 30 de novembro de 1950 |          | Democrata   |          |
| 13       | Senador Richard Nixon        | Richard Nixon        | 1 de dezembro de 1950 | 1 de janeiro de 1953   |          | Republicano |          |
| 14       | Senador Thomas Kuchel        | Thomas Kuchel        | 2 de janeiro de 1953  | 3 de janeiro de 1969   |          | Republicano |          |
| 15       | Senador Alan Cranston        | Alan Cranston        | 3 de janeiro de 1969  | 3 de janeiro de 1993   |          | Democrata   |          |
| 16       | Senadora Barbara Boxer       | Barbara Boxer        | 3 de janeiro de 1993  | 3 de janeiro de 2017   |          | Democrata   |          |
| 17       | Senadora Kamala Harris       | Kamala Harris        | 3 de janeiro de 2017  | 18 de janeiro de 2021  |          | Democrata   |          |
| 18       | Senador Alex Padilla         | Alex Padilla         | 18 de janeiro de 2021 | Incumbente             |          | Democrata   |          |